# Paul Signac
Paul Signac (Paris, 11 de Novembro de 1863 — 15 de Agosto de 1935) foi um pintor francês neoimpressionista e figura importante no pontilhismo. Signac, de espírito libertário, era simpatizante da filosofia anarquista.

## Biografia
Signac, filho único de um comerciante (estofador), pode ser considerado um pintor autodidata.
Em 1882 inscreveu-se na Escola de Artes Decorativas.
Juntamente com Seurat, em 1884, fundou a Sociedade dos Artistas Independentes.
Foi Paul Signac que ensinou a George Seurat a técnica do Pontilhismo, tendo estes dois artistas sido os principais impulsionadores do chamado Movimento do Divisionismo, também designado por neoimpressionismo ou Pontilhismo. 
Signac pertenceu também ao grupo de artistas designado por Grupo dos XX.
Como amante que era de barcos, possuiu ao longo da sua vida cerca de 30 barcos. Isso permitiu-lhe fazer diversas viagens que o inspiraram no uso de novos tons, porque a claridade das paisagens é diferente de região para região.
Em 1899 Signac publicou a obra De Eugène Delacroix ao Neoimpressionismo.
Em 1908 foi eleito presidente da Sociedade dos Artistas Independentes, tendo mantido esse cargo até 1935, ano em que faleceu.
Estudo recente sugere que o Pontilhismo de Paul Signac e George Seurat foi influenciado por técnicas de mosaico aplicadas a pintura com base nos escritos de John Ruskin:
'Ao preencher seu trabalho, tente educar seu olho para perceber diferenças de matiz […], e coloque-as deliberadamente como cores separadas, como faz um mosaicista [...] para que elas se encaixem perfeitamente borda com borda.'

## Exposições
- Sociedade dos Artistas Independentes (1884 a 1893)

## Obras
| - 1883 – Subúrbios de Paris (óleo sobre tela 72,9 cm x 91,6 cm ) | - 1906 – O Monte de Areia (lápis e aquarela sobre papel amarelo 16,4 cm x 25 cm) | - 1904 – A Vela Amarela (óleo sobre tela 72 cm x 91 cm ) |

## Galeria

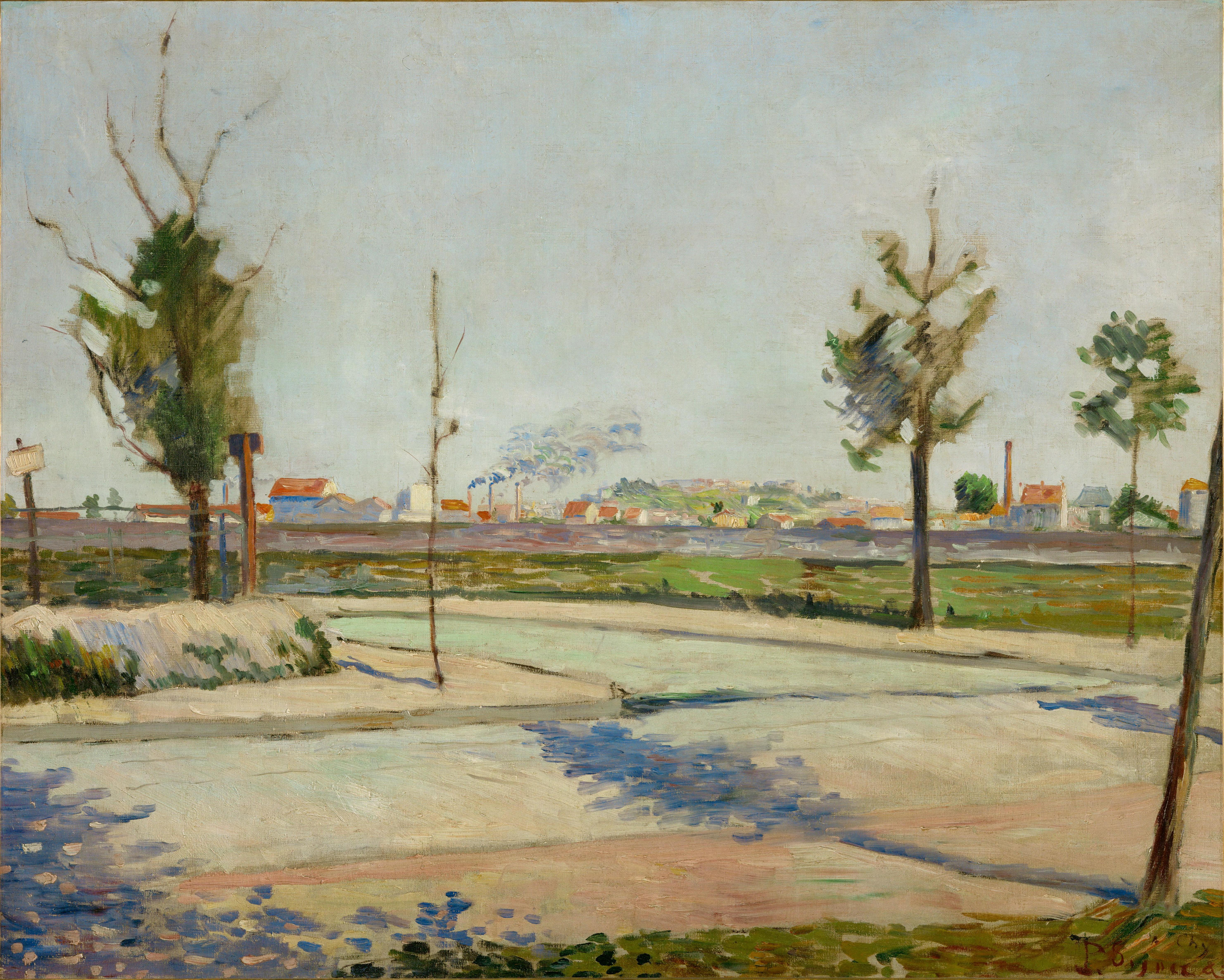
Estrada para Gennevilliers, 1883, Musée d'Orsay, Paris
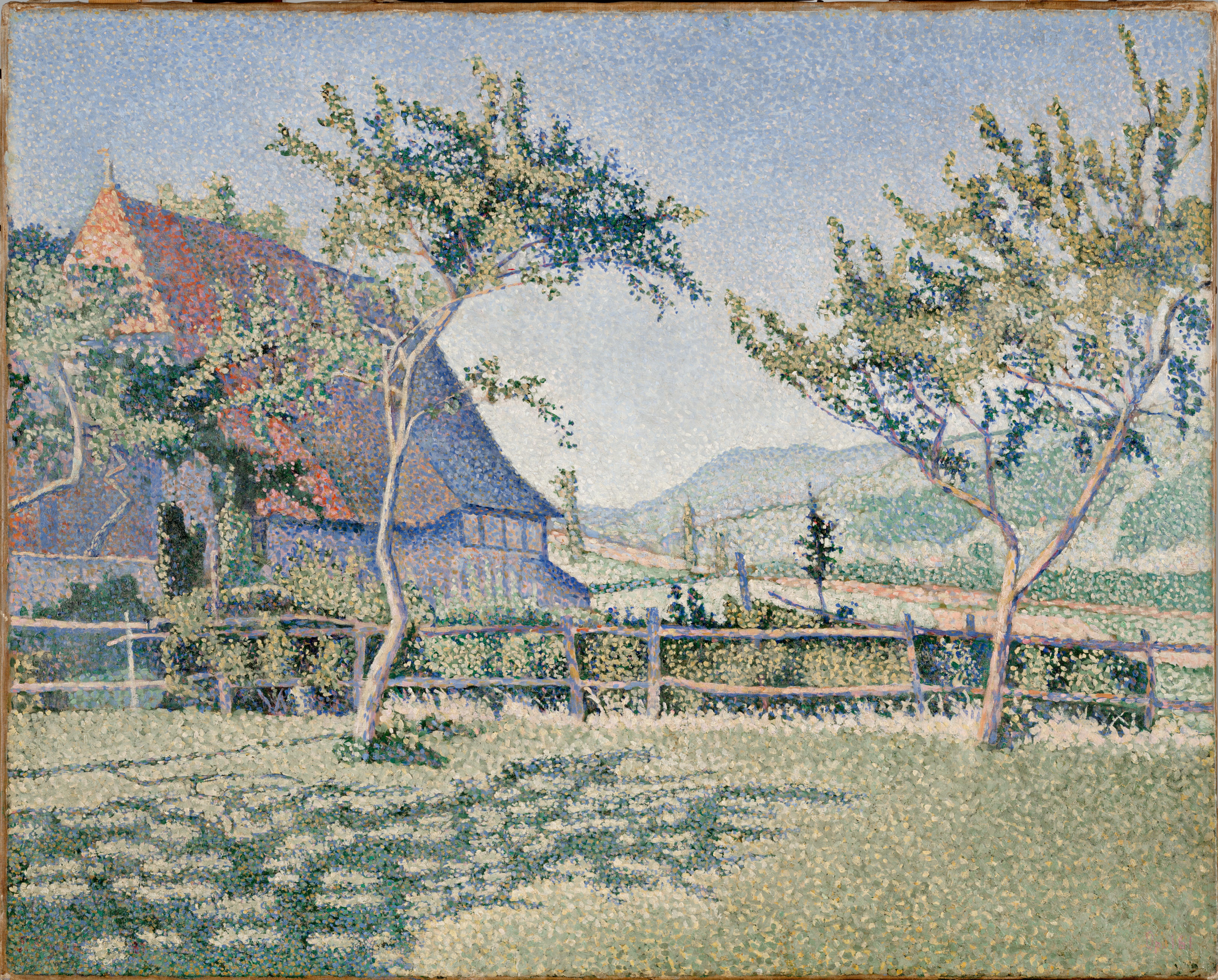
Comblat le Chateau. Le Pré. 1886, Dallas Museum of Art.
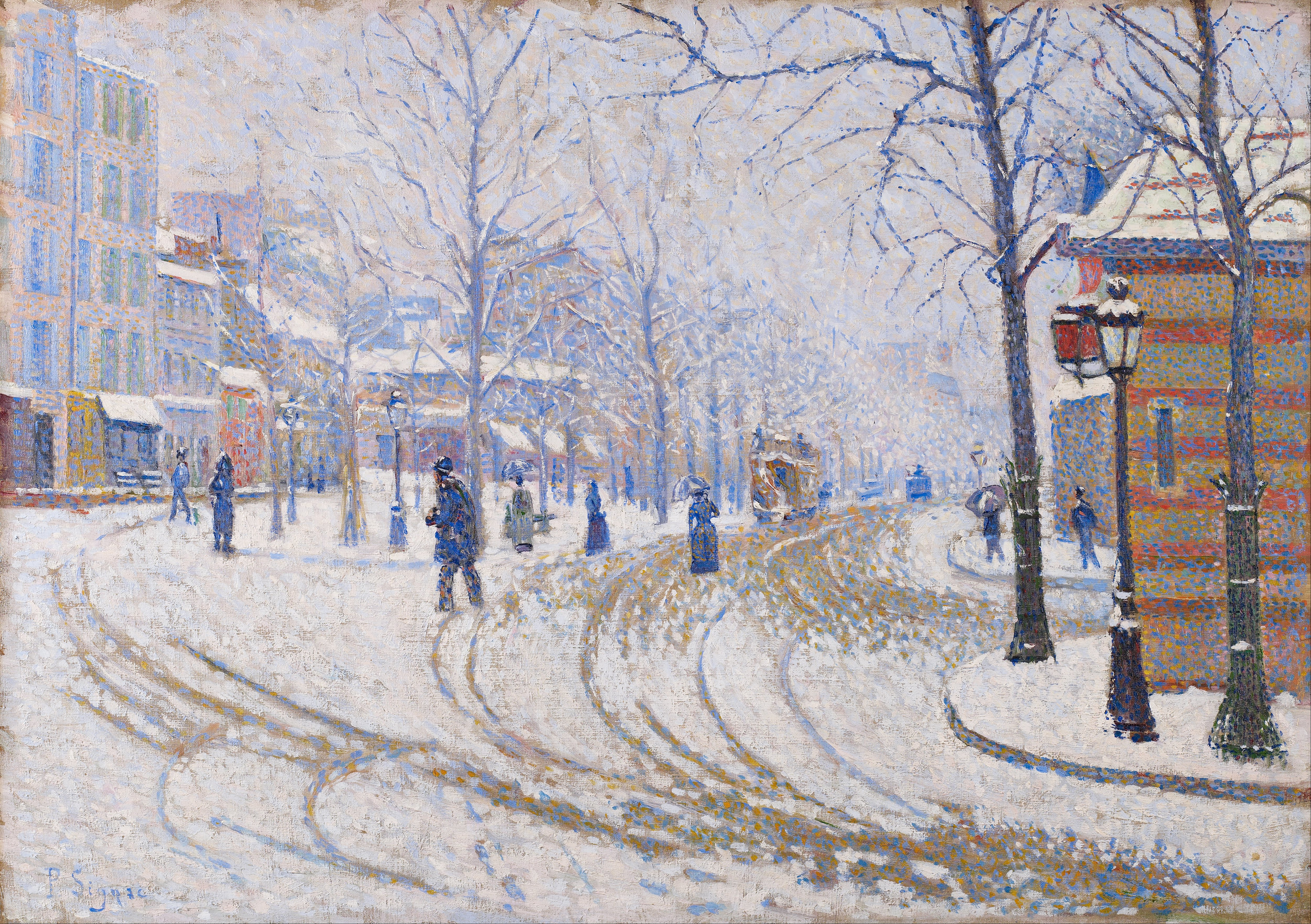
Snow, Boulevard de Clichy, Paris (1886) (Minneapolis Institute of Art)
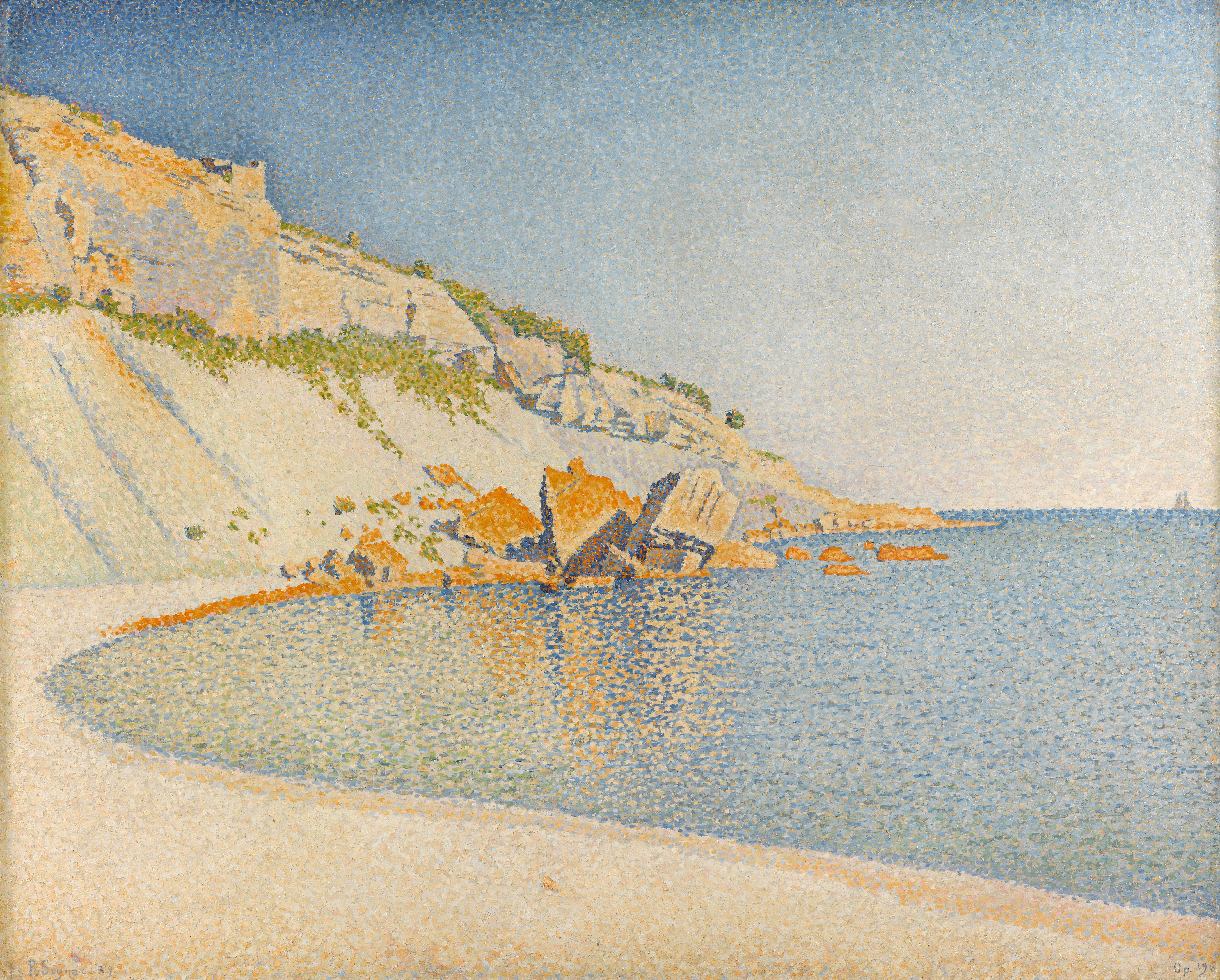
Cassis, Cap Lombard, Opus 196, 1889, Gemeentemuseum Den Haag
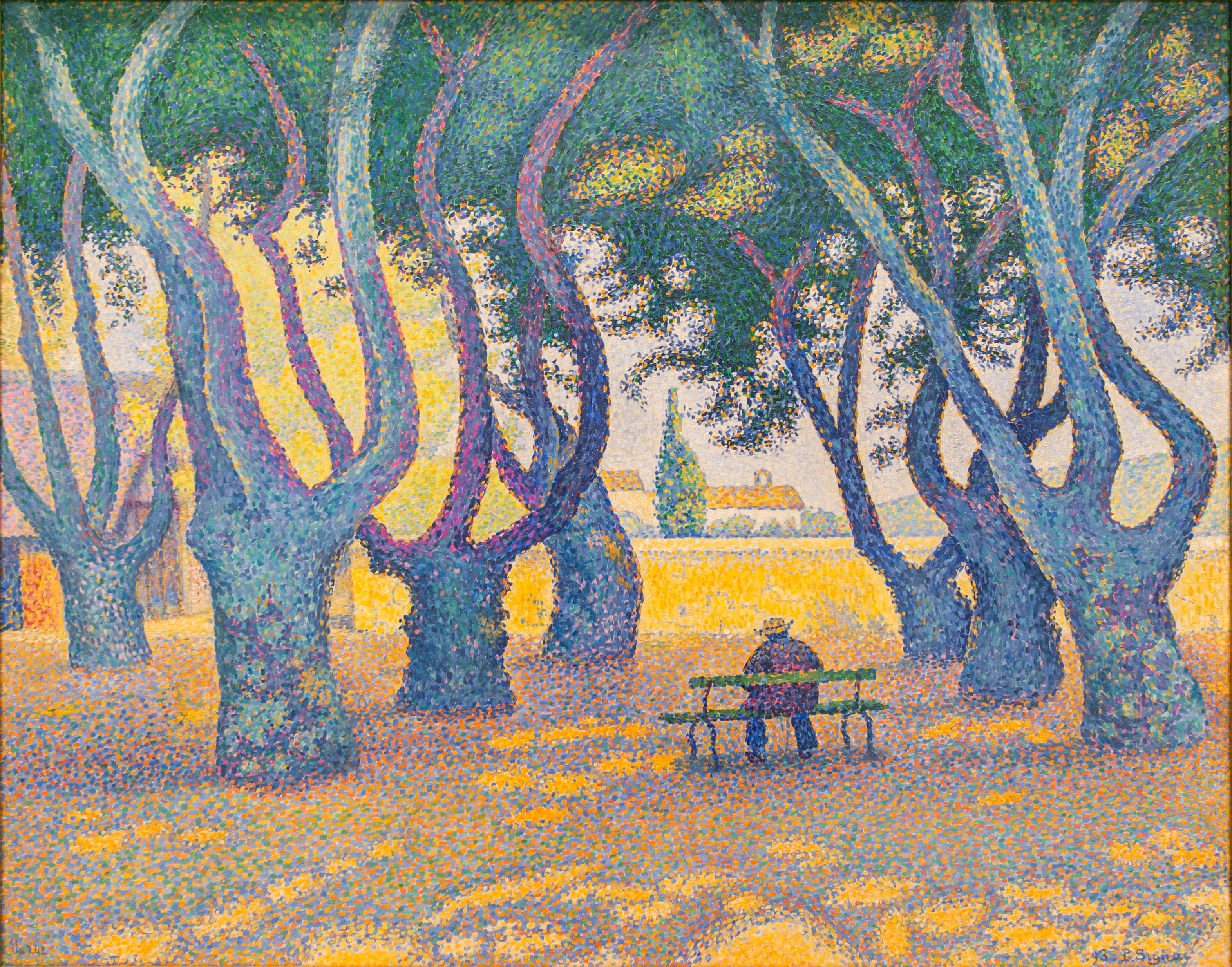
Place des Lices, 1893, Carnegie Museum of Art.
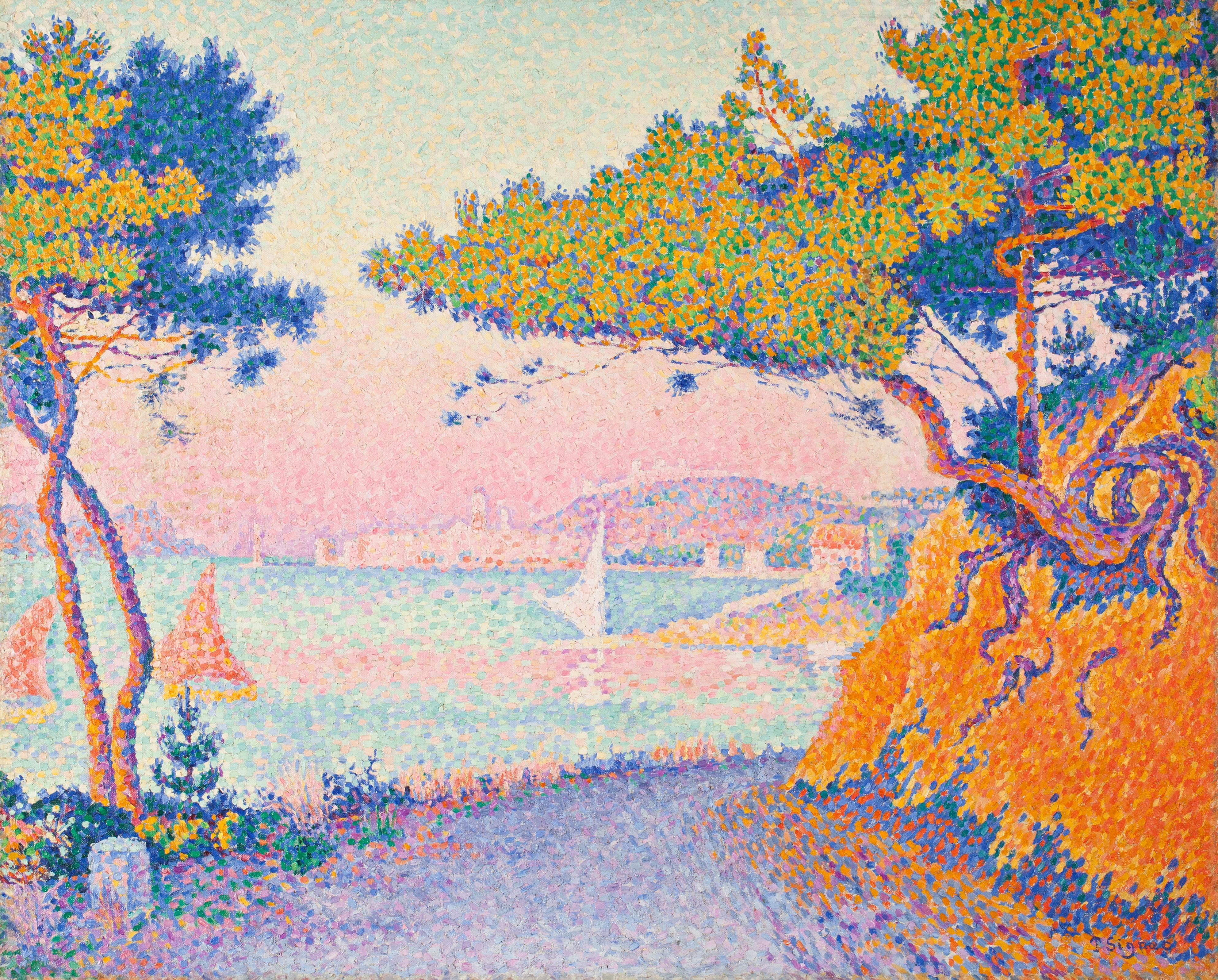
Golfe-Juan, ca. 1896, Worcester Art Museum
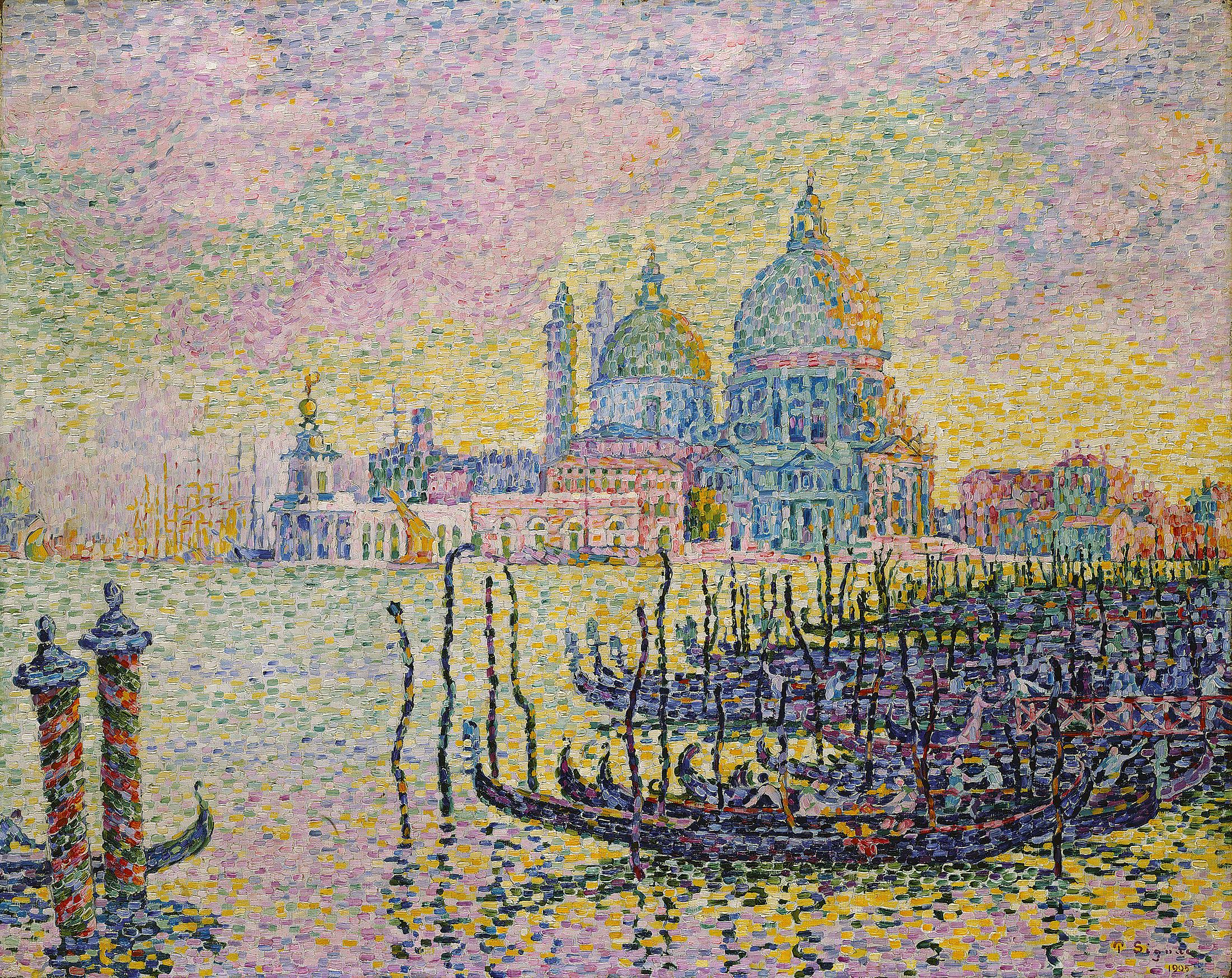
Grand Canal (Veneza), 1905, Toledo Museum of Art, Toledo, EUA
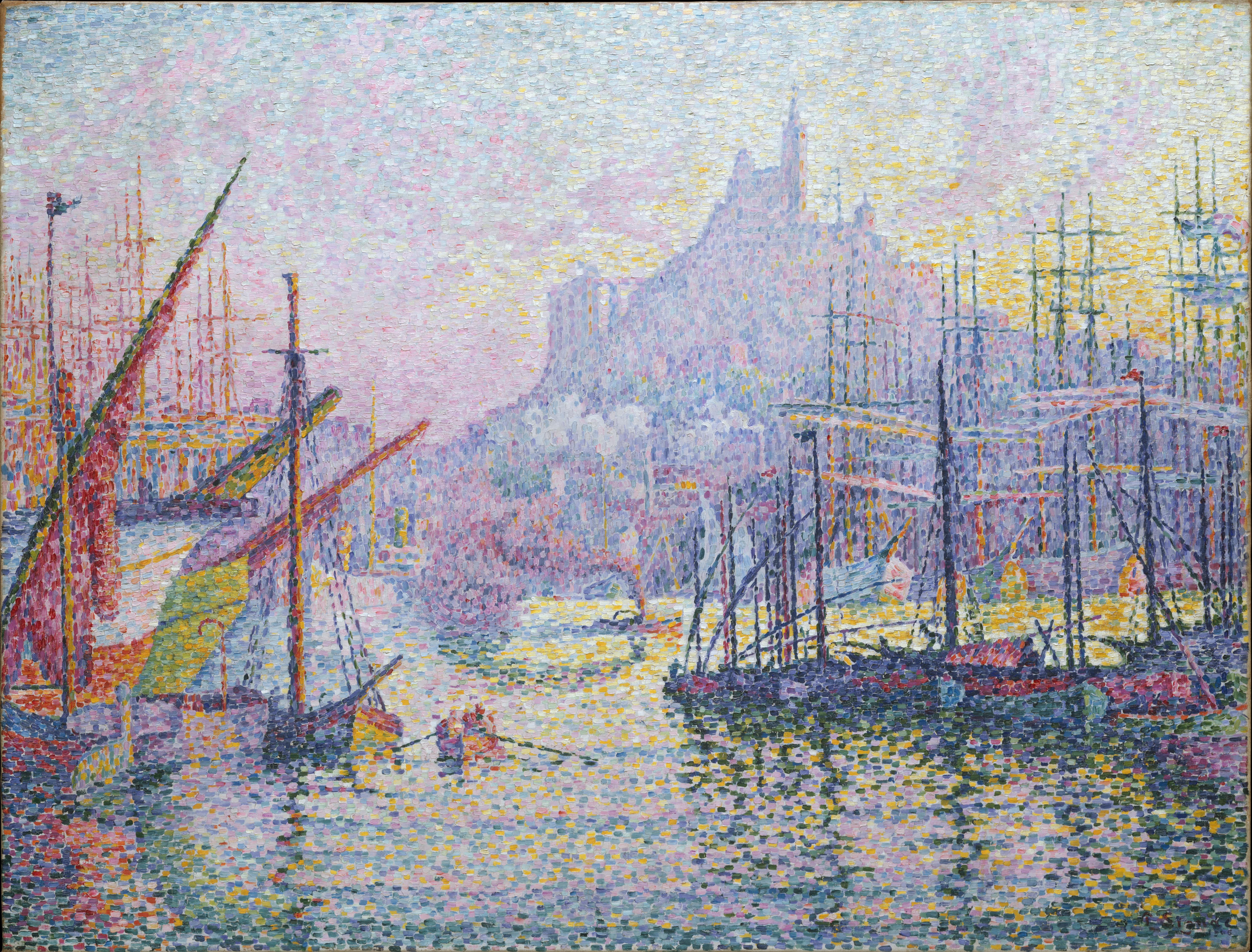
Notre-Dame-de-la-Garde (La Bonne-Mère) Marseilles, 1905–06, Metropolitan Museum of Art
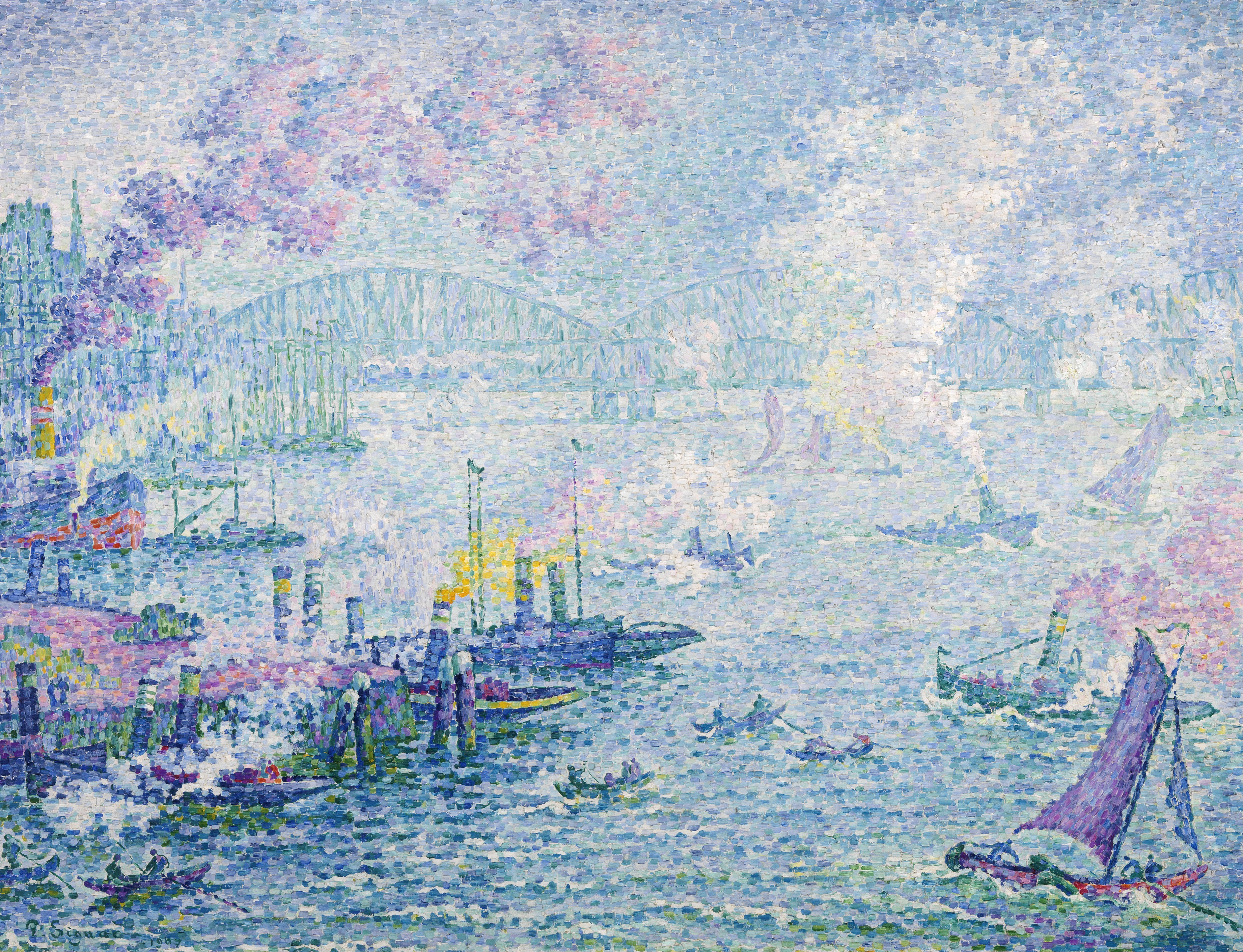
O Porto de Roterdã, 1907, Museum Boijmans Van Beuningen
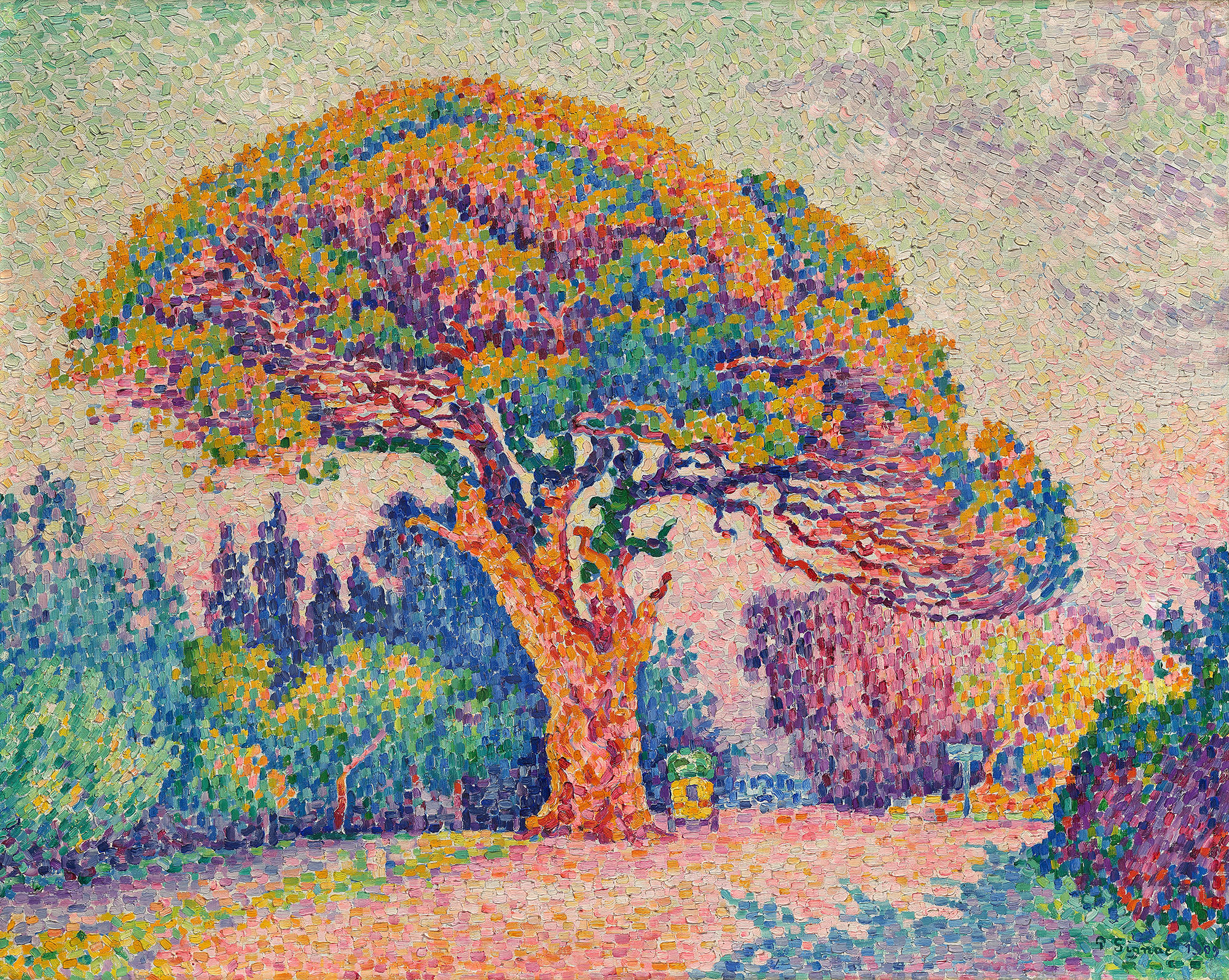
The Pine Tree at Saint Tropez, 1909,  Pushkin Museum, Moscou.
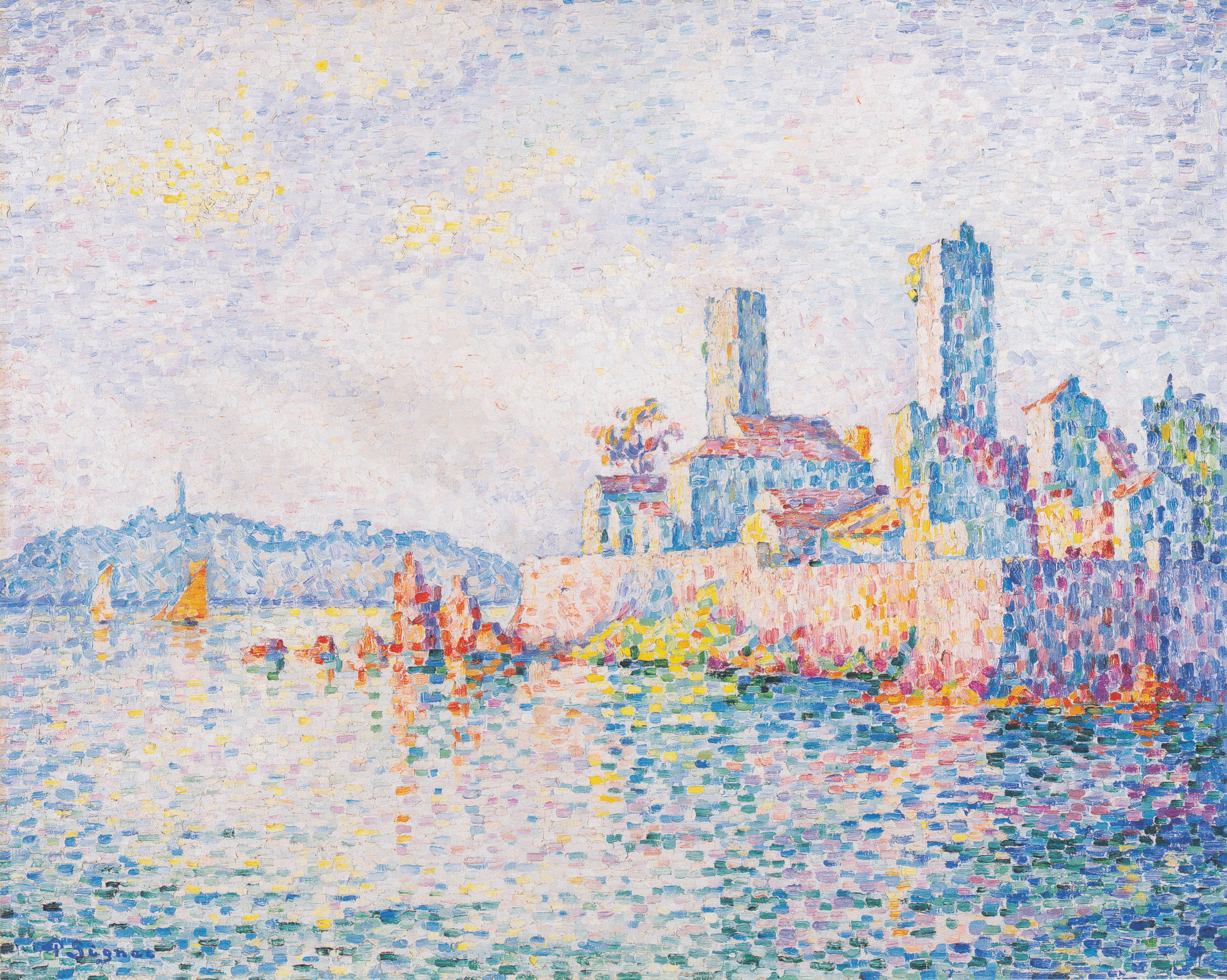
Antibes, 1911, Albertina, Vienna
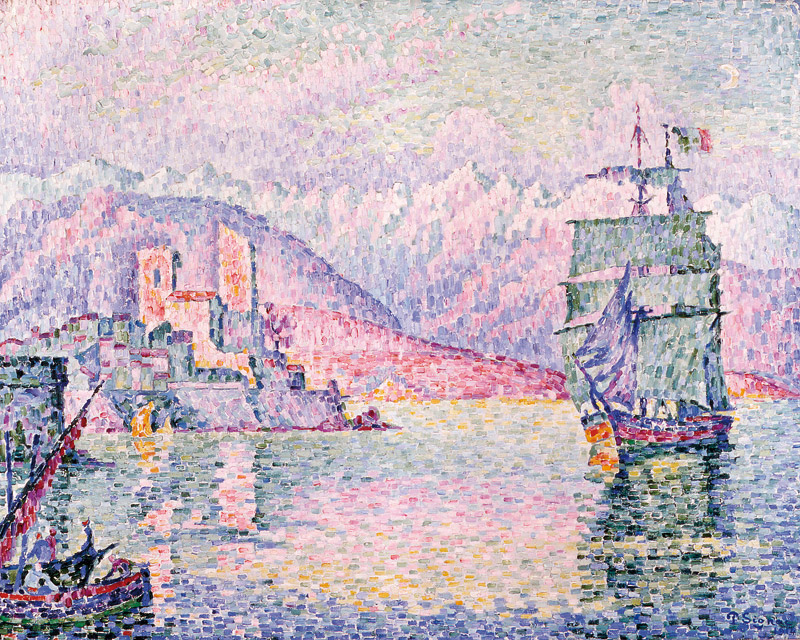
Antibes le soir, 1914, Strasbourg Museum of Modern and Contemporary Art.
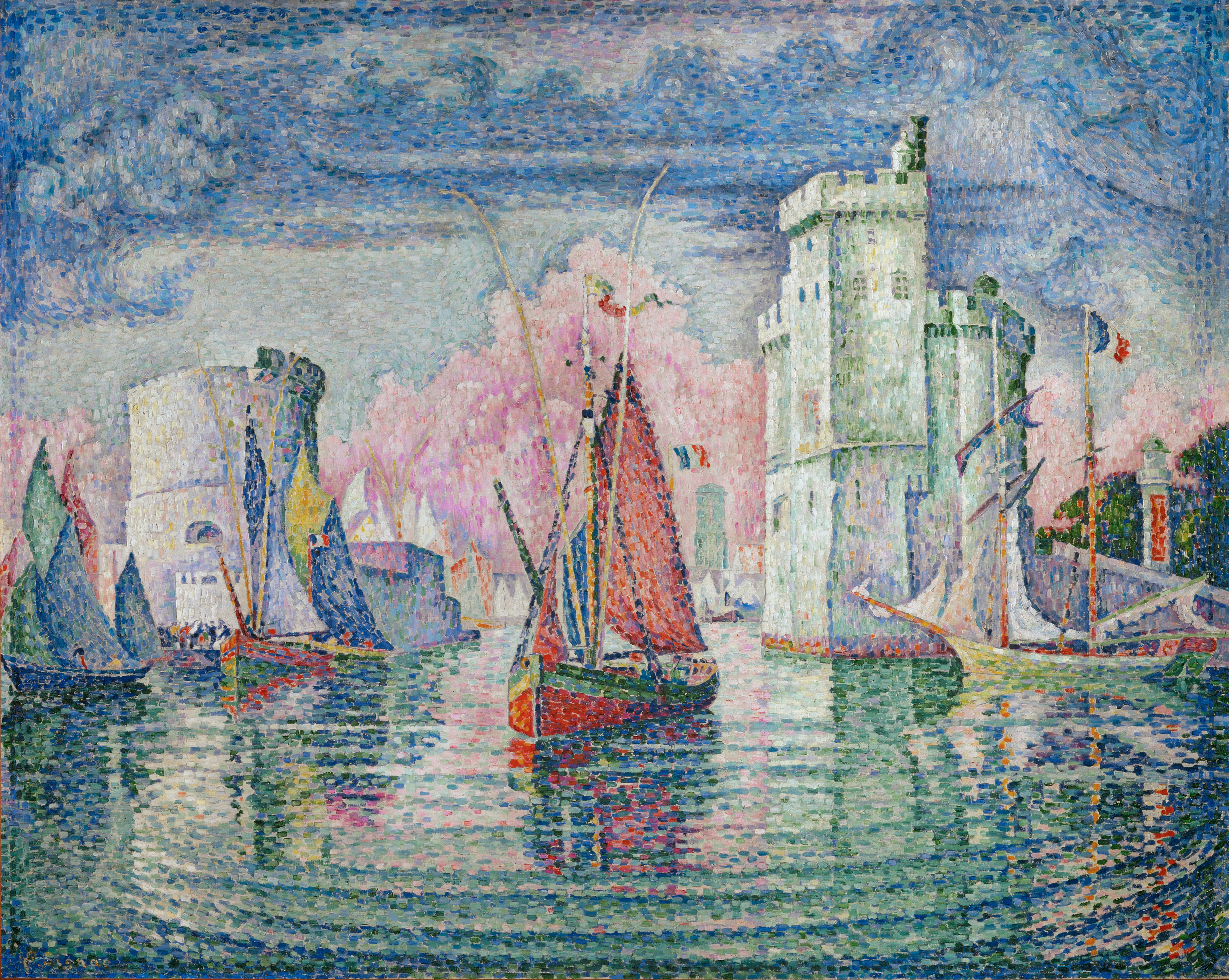
Entrée du port de la Rochelle, 1921, 130.5 x 162 cm (51.4 × 63.8 in), Musée d'Orsay.
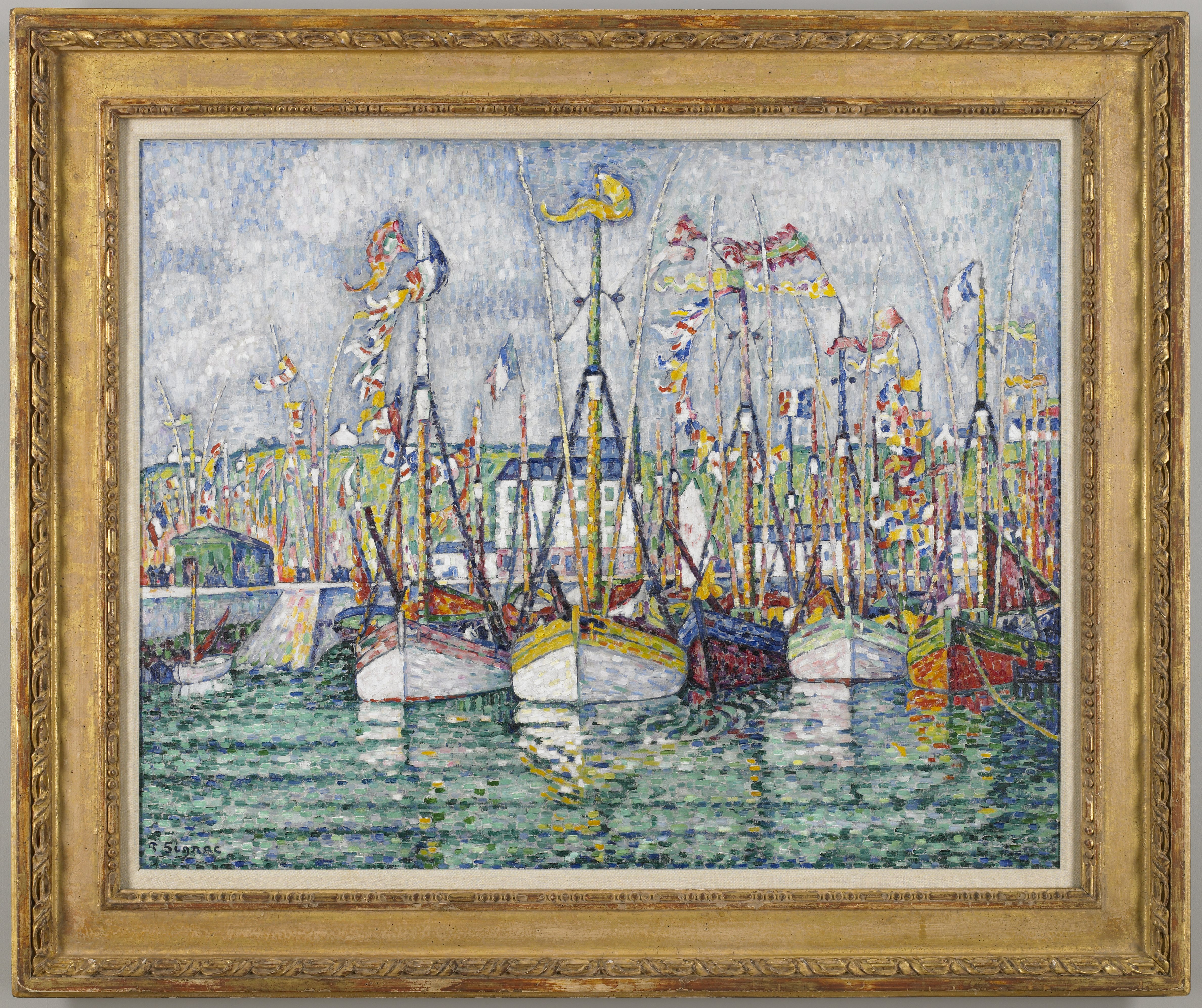
Blessing of the Tuna Fleet at Groix, 1923 (Minneapolis Institute of Art)
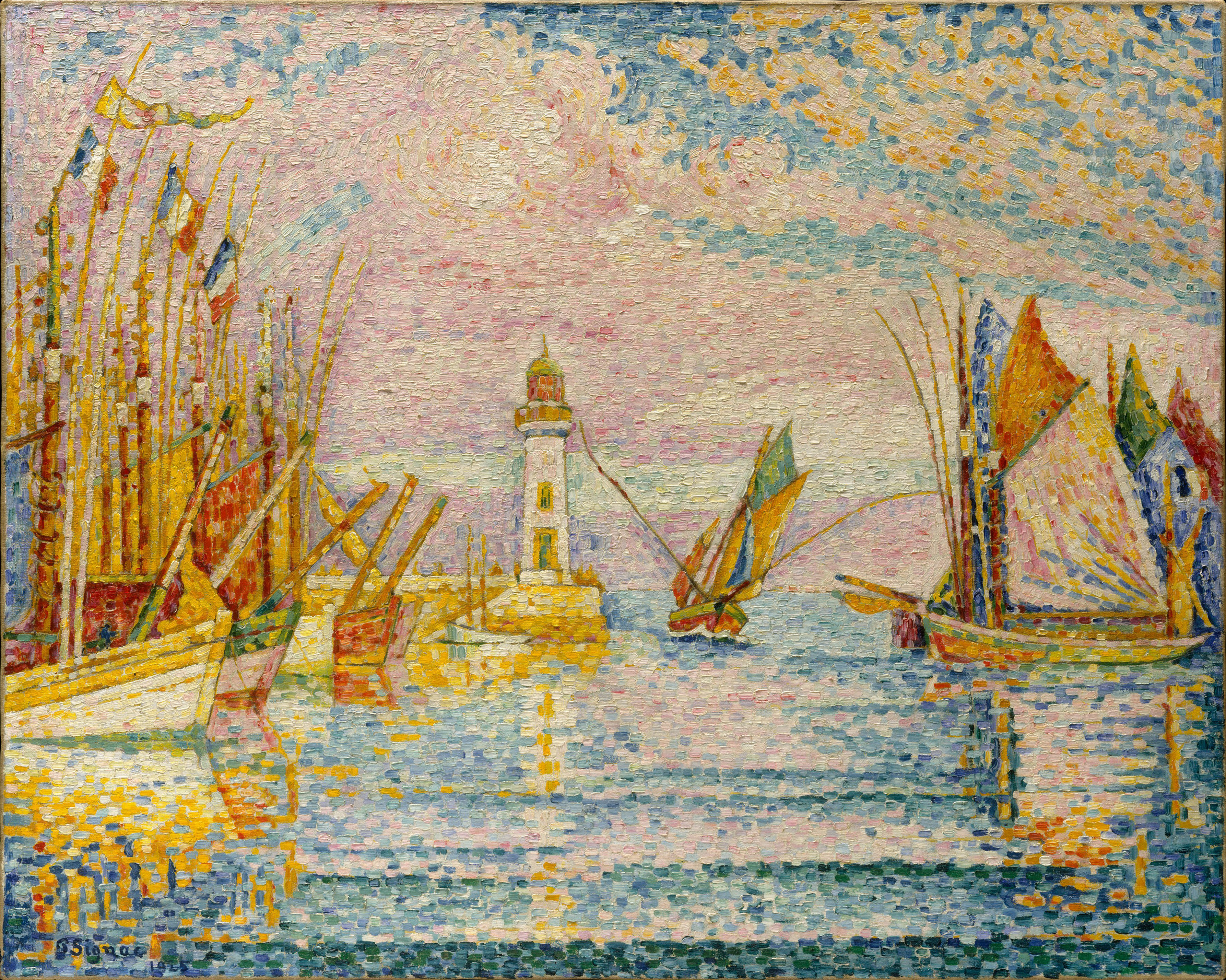
Le phare, Groix, 1925, 74 × 92.4 cm, Metropolitan Museum of Art.

## Ilustrações
- Jean Cocteau, Bertrand Guégan (1892–1943); L'almanach de Cocagne pour l'an 1920–1922, Dédié aux vrais Gourmands Et aux Francs Buveurs (1921)[3]
- La Gerbe (Nantes), periódico.